# جواز سفر أفغاني

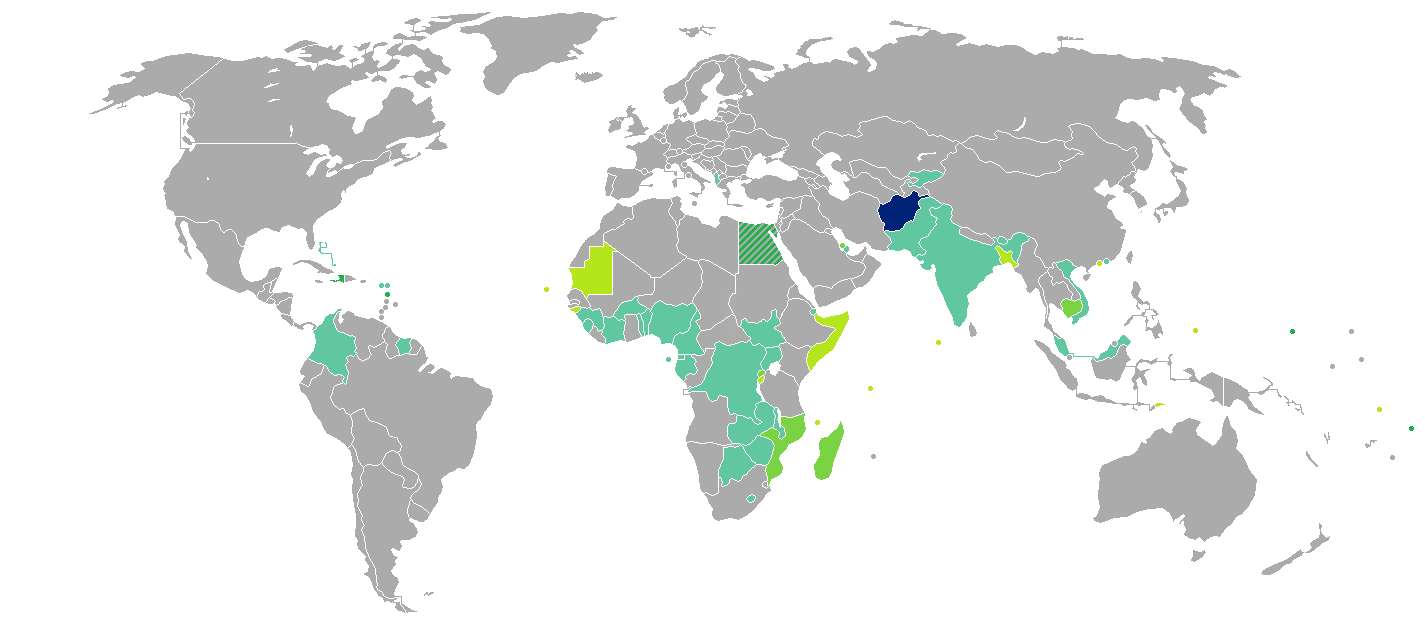
البلدان والأقاليم التي لا تفرض تأشيرة أو تطلب تأشيرة دخول عند الوصول للجهة، لحاملي جوازات السفر الافغانية العادية.

جواز السفر الأفغاني (بالفارسية: گذرنامه أفغانستان) (بالبشتوية: افغان پاسپورټ) هو الوثيقة الرسمية التي يتم إصدارهَا للمواطنين الأفغان بغرض السفر دولياً. في سبتمبر 2011 قامت وزارة الداخلية الأفغانية بإصدار نوعين من جوازات السفر على الطريقة البريطانية للدبلوماسيين العامة. 
الدول التي لا تتطلب تأشيرة لحاملي جواز سفر أفغانستان بحسب موقع henley passport index وهي 26 دولة.

## قائمة الدول التي لا تتطلب تأشيرة

### أفريقيا
- الرأس الأخضر
- جزر القمر
- غينيا بيساو
- مدغشقر
- موريتانيا
- موزمبيق
- رواندا
- السنغال
- سيشل
- الصومال
- توجو
- أوغندا

### أوقيانوسيا
- جزر كوك
- ميكرونيسيا
- نيوي
- جزر بالاو
- ساموا
- توفالو

### منطقة البحر الكاريبي
- الدومينيكان
- هايتي
- سانت فنسنت وجزر غرينادين

### آسيا
- بنغلاديش
- كمبوديا
- ماكاو (جمهورية الصين الشعبية الإدارية الخاصة)
- جزر المالديف
- تيمور الشرقية